# 福知山盆地

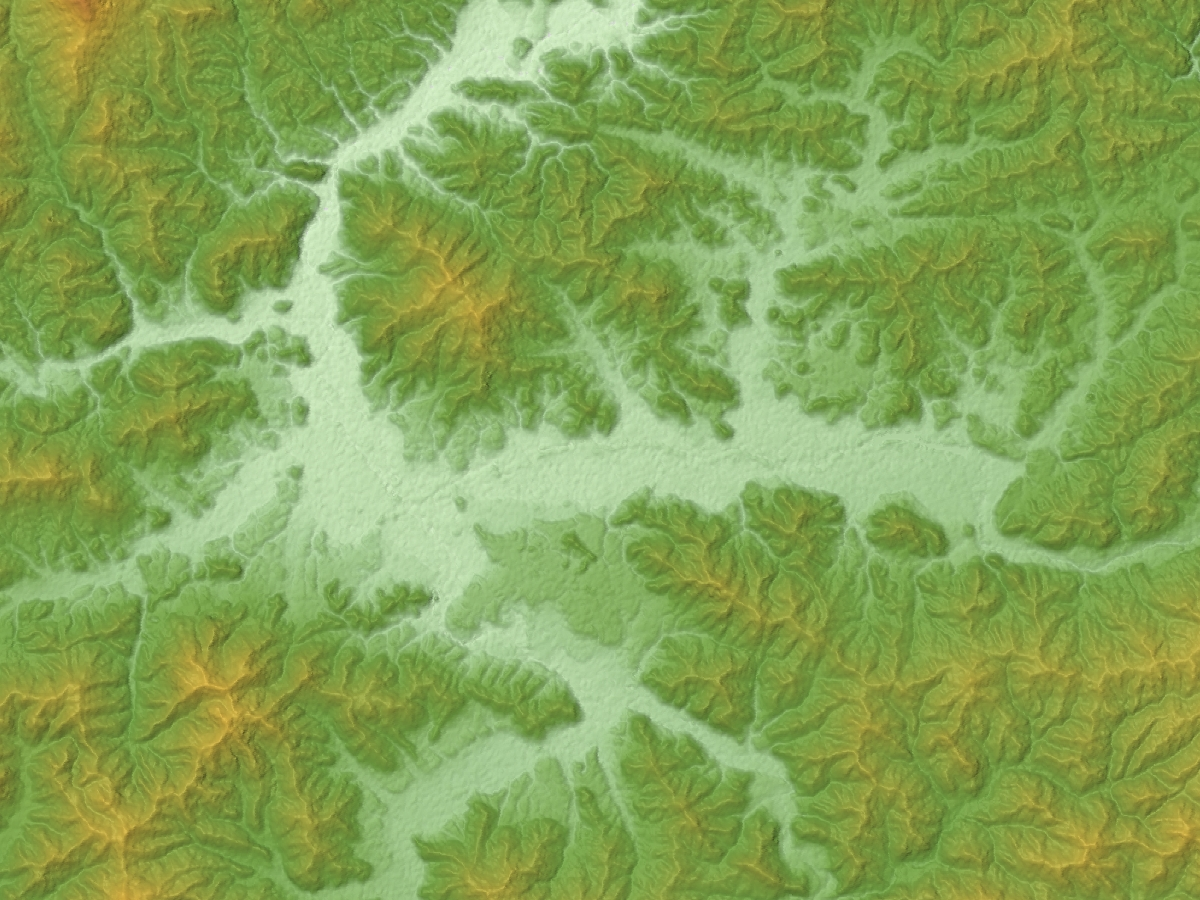
福知山盆地の地勢

福知山盆地（ふくちやまぼんち）は、京都府北西部、丹波山地にある断層盆地。

## 地理

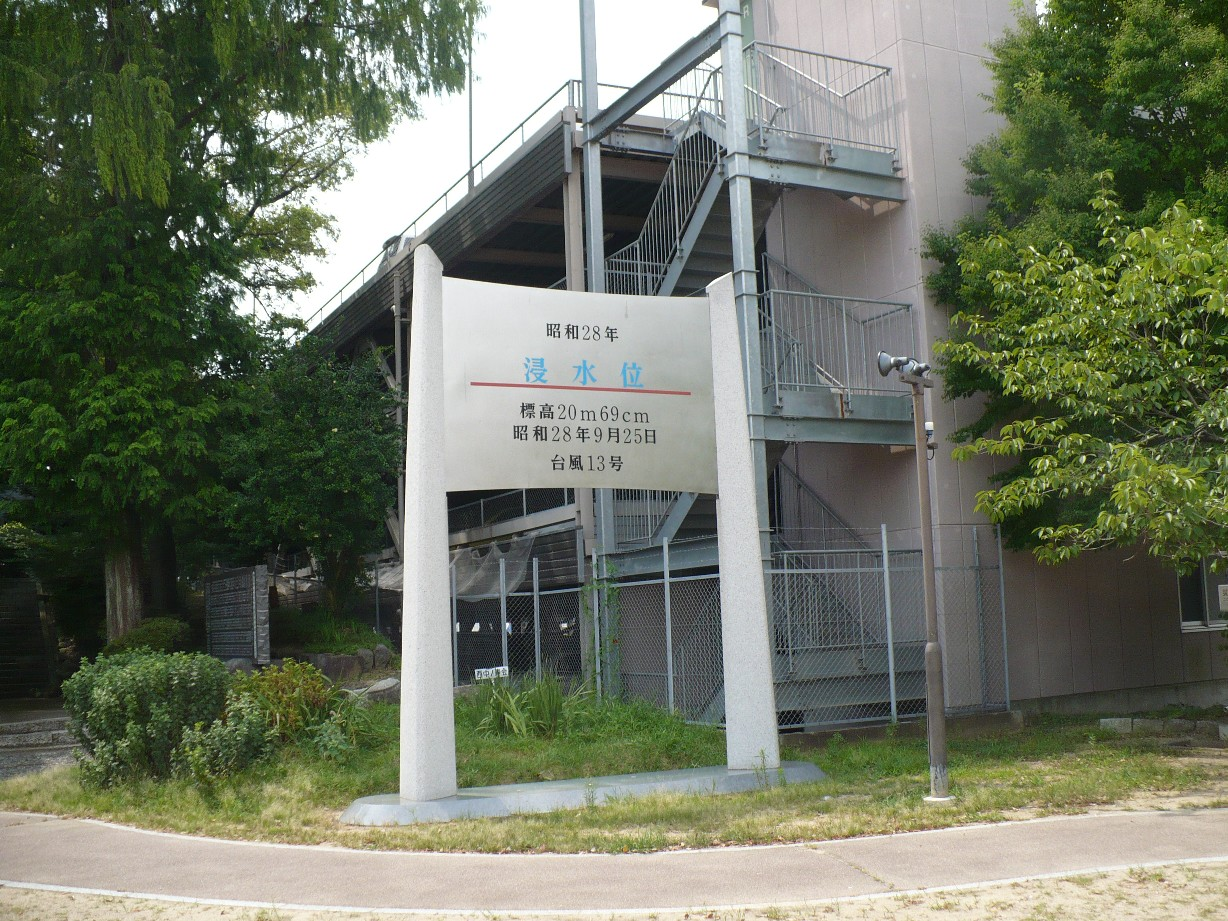
1953年の福知山洪水の浸水位を示すプレート

貝殻の種類に加えその分布などから、20-30万年前の氷期には福知山盆地内全てが湖の底であったと考えられており、この湖は福知山湖と呼ばれる。
東西は約18km、南北は2-5km。東西に走る断層が形成した断層盆地である。由良川の中流域にあり、由良川が形成する沖積平野や河岸段丘からなる。由良川は盆地東端から西流し、土師川、和久川、牧川などを集めて西端から流れ出る。周囲には洪積台地が発達しており、標高450m程度の山地に囲まれている。
盆地の東端には綾部市の市街地、西端には福知山市の市街地がある。由良川が盆地を出る部分は狭隘であり、また河床勾配が緩やかなため、しばしば福知山盆地では洪水が起こっている。1924年には上流に戸奈瀬ダム（由良川ダム）が竣工しており、1961年には洪水対策として由良川上流に大野ダムが建設された。
明治時代以降に養蚕業や製糸業が盛んとなり、かつては河岸段丘に桑畑が多かった
現在の福知山盆地では低地での稲作が盛んである。内陸型工業団地が形成され、都市化が進んでいる。盆地の中央部をJR山陰本線が横断しており、東端の綾部市で舞鶴線が、西端の福知山市で福知山線が分岐している。

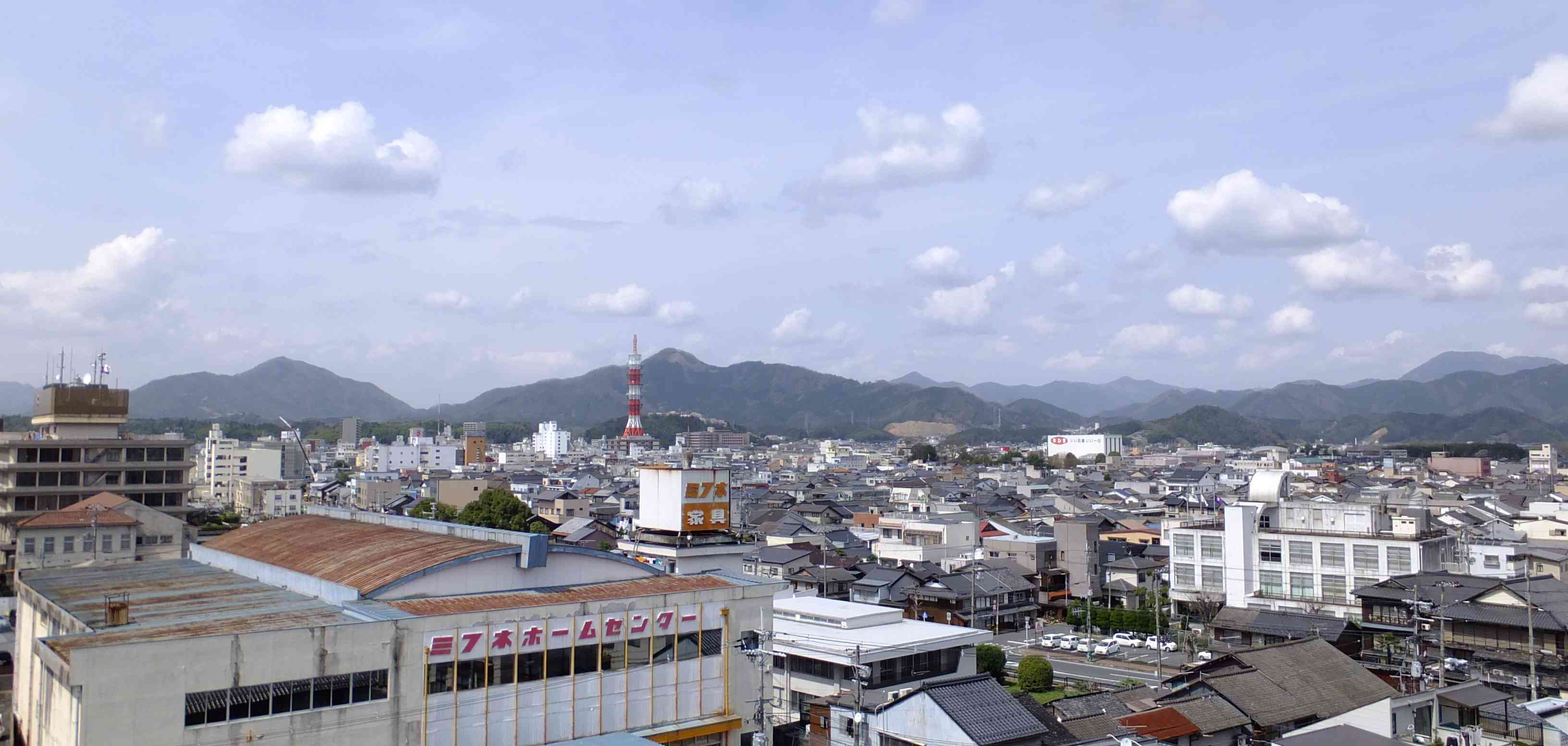
福知山市街地
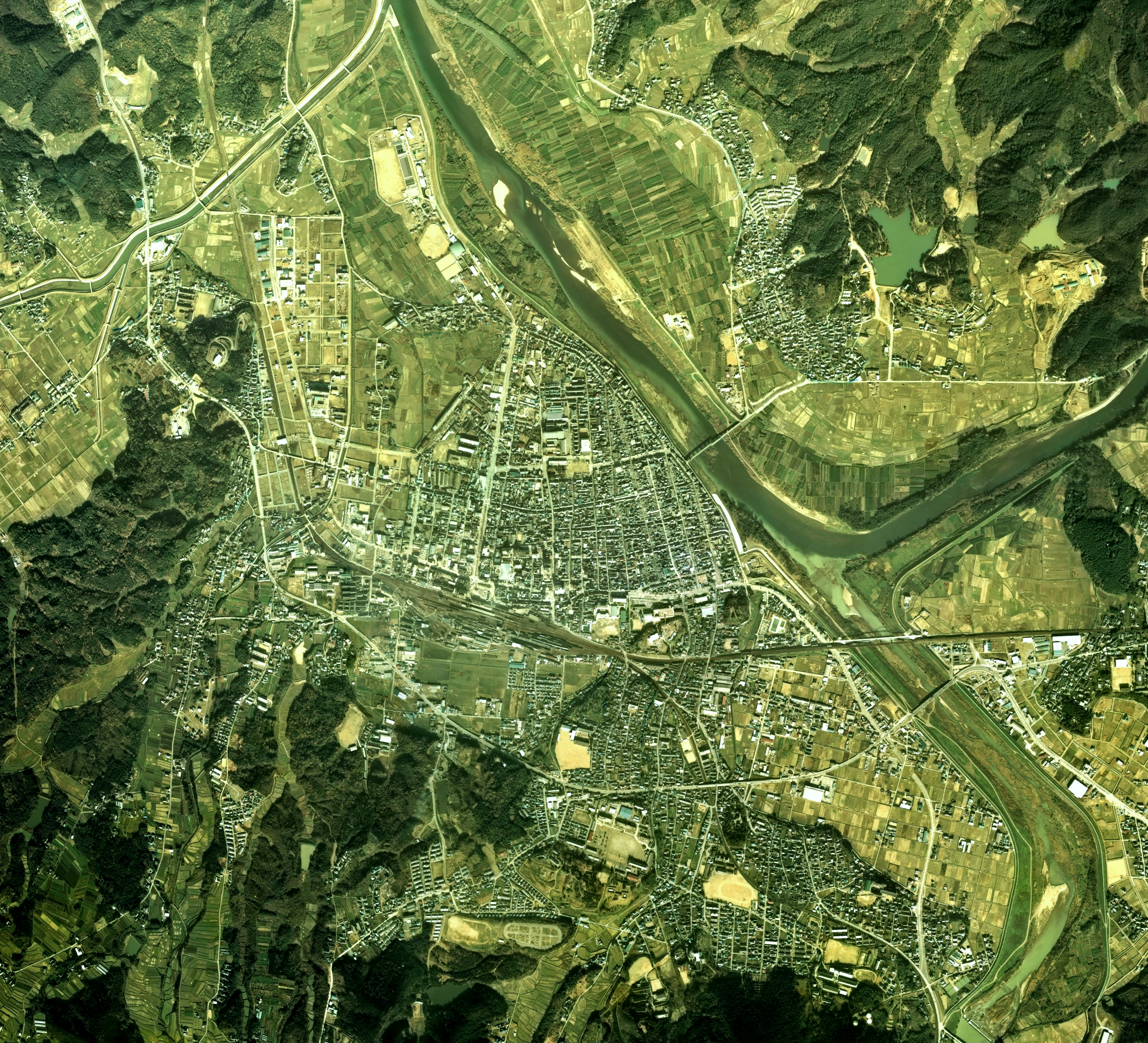
福知山市中心部の空中写真。国土交通省 国土地理院 地図・空中写真閲覧サービスの空中写真を基に作成
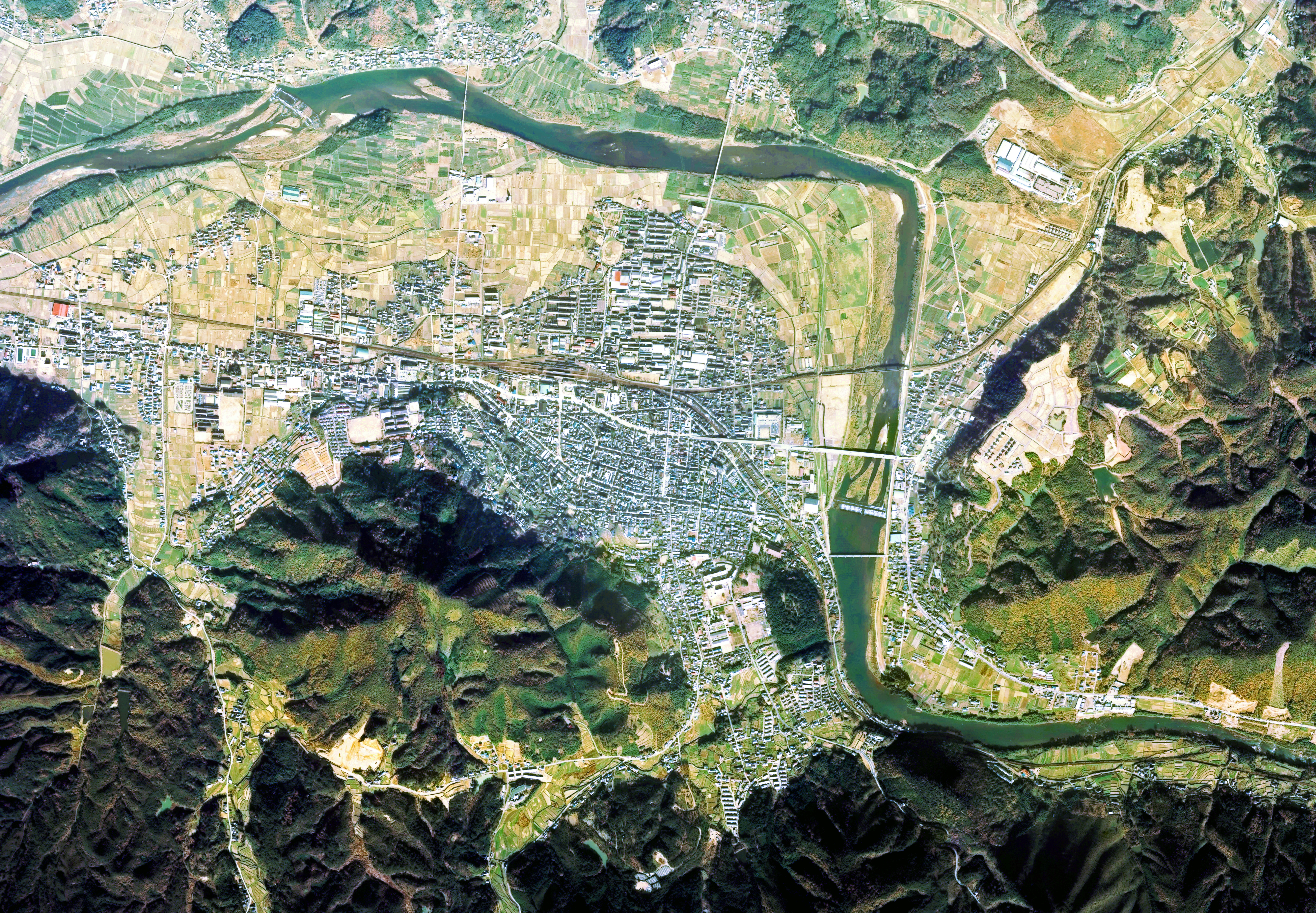
綾部市中心部の空中写真。国土交通省 国土地理院 地図・空中写真閲覧サービスの空中写真を基に作成